# Dicrocerus
Dicrocerus is een geslacht van uitgestorven hertachtigen, dat leefde tijdens het Mioceen in Eurazië. De typesoort is Dicrocerus elegans

## Fossiele vondsten
Fossielen van Dicrocerus zijn gevonden in Europa en China en dateren van 16 tot 7 miljoen jaar geleden.

## Kenmerken
Dicrocerus had met een schouderhoogte van zeventig centimeter het formaat van een ree. Dit hert had een klein gewei met een lange basis en een enkele vertakking, vergelijkbaar met het gewei van muntjaks. In vergelijking met de eerdere, geweiloze herten waren de hoektanden sterk gereduceerd in lengte.